# Куарто
Куарто (італ. Quarto) — муніципалітет в Італії, у регіоні Кампанія,  метрополійне місто Неаполь.
Куарто розташоване на відстані близько 180 км на південний схід від Рима, 12 км на північний захід від Неаполя.
Населення — 40 647 осіб (2014).
Покровитель — Santa Maria.

## Демографія
Населення за роками:

Станом на 1 січня 2023 року в муніципалітеті офіційно проживало 845 іноземців з 60 країн, серед них 138 громадян країн Євросоюзу та 172 громадяни України.

## Сусідні муніципалітети
- Джульяно-ін-Кампанія
- Марано-ді-Наполі
- Неаполь
- Поццуолі
- Вілларикка